# Eriste S
L'Eriste S és una muntanya de 3.045 m d'altitud, amb una prominència de 46 m, que es troba al massís de Pocets, província d'Osca (Aragó).